# Czerwińsk nad Wisłą (gromada)
Czerwińsk nad Wisłą (alt. Czerwińsk n. Wisłą) – dawna gromada, czyli najmniejsza jednostka podziału terytorialnego Polskiej Rzeczypospolitej Ludowej w latach 1954–1972.
Gromady, z gromadzkimi radami narodowymi (GRN) jako organami władzy najniższego stopnia na wsi, funkcjonowały od reformy reorganizującej administrację wiejską przeprowadzonej jesienią 1954 do momentu ich zniesienia z dniem 1 stycznia 1973, tym samym wypierając organizację gminną w latach 1954–1972.
Gromadę Czerwińsk nad Wisłą z siedzibą GRN w Czerwińsku nad Wisłą (wówczas wsi) utworzono – jako jedną z 8759 gromad na obszarze Polski – w powiecie płońskim w woj. warszawskim, na mocy uchwały nr VI/10/14/54 WRN w Warszawie z dnia 5 października 1954. W skład jednostki weszły obszary dotychczasowych gromad Czerwińsk nad Wisłą, Komsin (z wyłączeniem wsi Wilkowuje()), Parlin, Sielec, Wola i Zdzierka ze zniesionej gminy Sielec w tymże powiecie. Dla gromady ustalono 27 członków gromadzkiej rady narodowej.
31 grudnia 1959 do gromady Czerwińsk nad Wisłą przyłączono obszar zniesionej gromady Garwolewo oraz wsie Boguszyn Nowy i Boguszyn Stary ze znoszonej gromady Radzikowo w tymże powiecie.
Gromada przetrwała do końca 1972 roku, czyli do kolejnej reformy gminnej. 1 stycznia 1973 w powiecie płońskim utworzono gminę Czerwińsk nad Wisłą.